# 第2次田中角栄内閣 (第1次改造)
第2次田中角栄第1次改造内閣（だいにじたなかかくえいだいいちじかいぞうないかく）は、自由民主党総裁の田中角栄が第65代内閣総理大臣に任命され、1973年(昭和48年)11月25日から1974年(昭和49年)11月11日まで続いた日本の内閣。
前の第2次田中角栄内閣の改造内閣である。

## 概要
この年の10月に勃発した第四次中東戦争に伴うオイルショックにより、日本国内に於けるエネルギー危機や物価急騰などの問題に対処する必要性が生じていたところに、11月23日に大蔵大臣の愛知揆一が現職のまま急逝した。
これを受けて、内閣総理大臣・田中角栄が経済政策の転換を図り、愛知の後任蔵相に行政管理庁長官の福田赳夫を起用するなど、自民党の実力者を重要閣僚に配置する強力な布陣で国家危機に当たるべく内閣改造を断行したものである。
翌1974年の第10回参院選において自民党が敗北したことから田中を見限り三木、福田、保利が相次いで閣僚を辞任、田中は再度の改造で立て直しを図るが間もなく田中内閣は崩壊した。

## 内閣の顔ぶれ・人事
所属政党・出身

  自由民主党   中央省庁

### 国務大臣
| 職名                                           | 氏名       | 氏名   | 出身等                        | 特命事項等                                               | 備考                                    |
| ---------------------------------------------- | ---------- | ------ | ----------------------------- | -------------------------------------------------------- | --------------------------------------- |
| 内閣総理大臣                                   | 田中角栄   |        | 衆議院 自由民主党（田中派）   |                                                          | 自由民主党総裁 留任                     |
| 副総理                                         | 三木武夫   |        | 衆議院 自由民主党（三木派）   |                                                          | 1974年（昭和49年）7月12日免             |
| 法務大臣                                       | 中村梅吉   |        | 衆議院 自由民主党（中曽根派） |                                                          | 再入閣                                  |
| 外務大臣                                       | 大平正芳   |        | 衆議院 自由民主党（大平派）   |                                                          | 留任 1974年（昭和49年）7月16日免        |
| 外務大臣                                       | 木村俊夫   |        | 衆議院 自由民主党（無派閥）   |                                                          | 再入閣 1974年（昭和49年）7月16日任      |
| 大蔵大臣                                       | 福田赳夫   |        | 衆議院 自由民主党（福田派）   |                                                          | 留任 1974年（昭和49年）7月16日免        |
| 大蔵大臣                                       | 大平正芳   |        | 衆議院 自由民主党（大平派）   |                                                          | 1974年（昭和49年）7月16日任（閣内移動） |
| 文部大臣                                       | 奥野誠亮   |        | 衆議院 自由民主党（無派閥）   |                                                          | 留任                                    |
| 厚生大臣                                       | 斎藤邦吉   |        | 衆議院 自由民主党（大平派）   |                                                          | 留任                                    |
| 農林大臣                                       | 倉石忠雄   |        | 衆議院 自由民主党（福田派）   |                                                          | 再入閣                                  |
| 通商産業大臣                                   | 中曽根康弘 |        | 衆議院 自由民主党（中曽根派） |                                                          | 留任                                    |
| 運輸大臣                                       | 徳永正利   |        | 参議院 自由民主党（田中派）   |                                                          | 初入閣                                  |
| 郵政大臣                                       | 原田憲     |        | 衆議院 自由民主党（水田派）   |                                                          | 再入閣                                  |
| 労働大臣                                       | 長谷川峻   |        | 衆議院 自由民主党（無派閥）   |                                                          | 初入閣                                  |
| 建設大臣                                       | 亀岡高夫   |        | 衆議院 自由民主党（田中派）   | 近畿圏整備長官 中部圏開発整備長官 首都圏整備委員会委員長 | 初入閣                                  |
| 自治大臣 国家公安委員会委員長 北海道開発庁長官 | 町村金五   |        | 参議院 自由民主党             |                                                          | 初入閣                                  |
| 内閣官房長官                                   | 二階堂進   |        | 衆議院 自由民主党（田中派）   |                                                          | 留任                                    |
| 総理府総務庁長官 沖縄開発庁長官                | 小坂徳三郎 |        | 衆議院 自由民主党（無派閥）   |                                                          | 初入閣                                  |
| 行政管理庁長官                                 | 保利茂     |        | 衆議院 自由民主党（福田派）   |                                                          | 再入閣 1974年（昭和49年）7月16日免      |
| 行政管理庁長官                                 | 細田吉蔵   |        | 衆議院 自由民主党（福田派）   |                                                          | 初入閣 1974年（昭和49年）7月16日任      |
| 国務大臣（無任所）                             | 西村英一   |        | 衆議院 自由民主党（福田派）   | 再入閣                                                   | 1974年（昭和49年）6月24日 - 6月25日     |
| 国土庁長官                                     | 西村英一   | 再入閣 | 衆議院 自由民主党（福田派）   | 1974年（昭和49年）6月26日設置                            |                                         |
| 防衛庁長官                                     | 山中貞則   |        | 衆議院 自由民主党（中曽根派） |                                                          | 留任                                    |
| 経済企画庁長官                                 | 内田常雄   |        | 衆議院 自由民主党（大平派）   |                                                          | 再入閣                                  |
| 科学技術庁長官                                 | 森山欽司   |        | 衆議院 自由民主党（三木派）   |                                                          | 初入閣                                  |
| 環境庁長官                                     | 三木武夫   |        | 衆議院 自由民主党（三木派）   | 留任                                                     | 1974年（昭和49年）7月12日免             |
| 環境庁長官                                     | 毛利松平   |        | 衆議院 自由民主党（三木派）   |                                                          | 初入閣 1974年（昭和49年）7月12日任      |

近畿圏整備本部、中部圏開発整備本部、首都圏整備委員会は1974年（昭和49年）6月26日廃止。
三木は改造前の第2次内閣の組閣時にいわゆる副総理としての指名を受けており、当時の認証官任命式及び官報掲載辞令での国務大臣としての序列も筆頭となっている。

### 内閣官房副長官・内閣法制局長官・総理府総務副長官
| 職名             | 氏名     | 出身等             | 備考     |
| ---------------- | -------- | ------------------ | -------- |
| 内閣官房副長官   | 大村襄治 | 衆議院／自由民主党 | 政務担当 |
| 内閣官房副長官   | 川島廣守 | 官僚               | 事務担当 |
| 内閣法制局長官   | 吉國一郎 | 官僚               |          |
| 総理府総務副長官 | 小渕恵三 | 衆議院／自由民主党 | 政務担当 |
| 総理府総務副長官 | 宮崎清文 | 官僚               | 事務担当 |

## 政務次官
- 法務政務次官 - 高橋文五郎／高橋邦雄：1974年（昭和49年）7月12日[1] -
- 外務政務次官 - 山田久就
- 大蔵政務次官 - 中川一郎、柳田桃太郎
- 文部政務次官 - 藤波孝生
- 厚生政務次官 - 石本茂
- 農林政務次官 - 渡辺美智雄、山本茂一郎
- 通商産業政務次官 - 森下元晴、楠正俊
- 運輸政務次官 - 増岡博之
- 郵政政務次官 - 三ッ林弥太郎
- 労働政務次官 - 菅波茂
- 建設政務次官 - 内海英男
- 自治政務次官 - 古屋亨
- 行政管理政務次官 - 小沢太郎
- 北海道開発政務次官 - 若林正武
- 防衛政務次官 - 木野晴夫
- 経済企画政務次官 - 竹内黎一
- 科学技術政務次官 - 長屋茂／中村禎二：1974年（昭和49年）7月12日[2] -
- 環境政務次官 - 藤本孝雄
- 沖縄開発政務次官 - 西銘順治
- 国土政務次官 - 山内一郎：1974年（昭和49年）6月26日[3] -

## エピソード
第2次田中角栄第1次改造内閣の宮中認証式が行われた1973年（昭和48年）11月25日は日曜日であった。
日本国憲法施行以後、内閣閣僚の認証式が日曜日に執り行われた例はこの内閣が初めてであり、また2023年時点に至るまでない。そのため、内閣の日曜日組閣（内閣改造を含む）はこの第2次田中角栄第1次改造内閣が現時点では唯一の例となっている。